# Hanslope Park

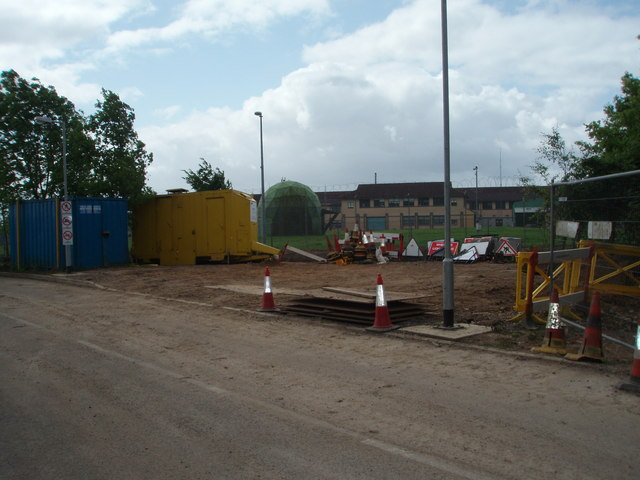
Travaux à Hanslope Park.

Hanslope Park est situé à quelques centaines de mètres au sud-est du village d'Hanslope, dans le borough de Milton Keynes (Buckinghamshire). Autrefois siège de la seigneurie du village, ce manoir est maintenant détenu par le Foreign Office et héberge Her Majesty's Government Communications Centre (HMGCC).
Le bâtiment héberge également le service technique du Secret Intelligence Service (MI6) et constitue à cet égard depuis des décennies « un des avant-postes les plus secrets et les mieux gardés du Renseignement britannique ».